# Terra Sigillata

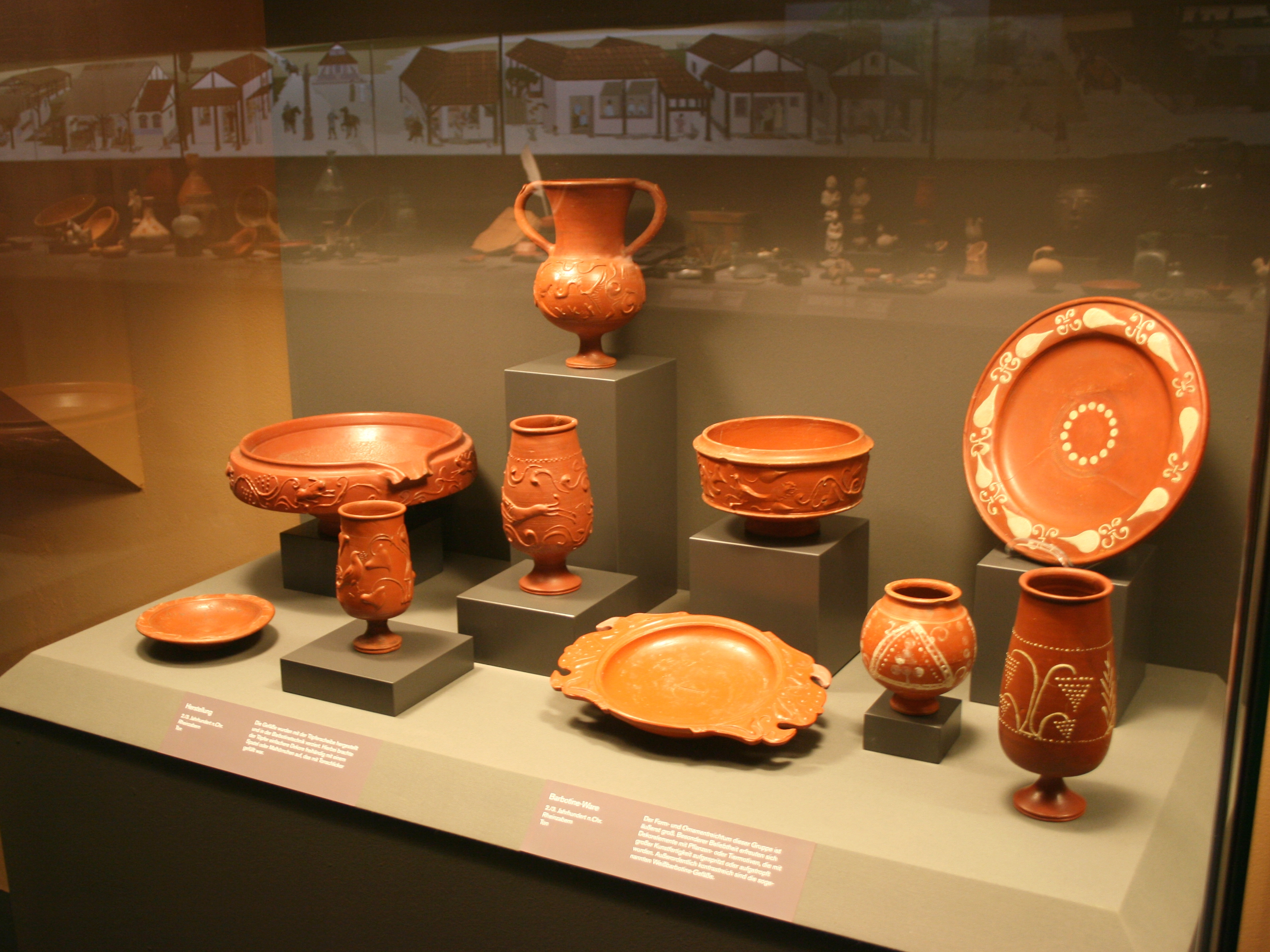
Römische Terra Sigillata

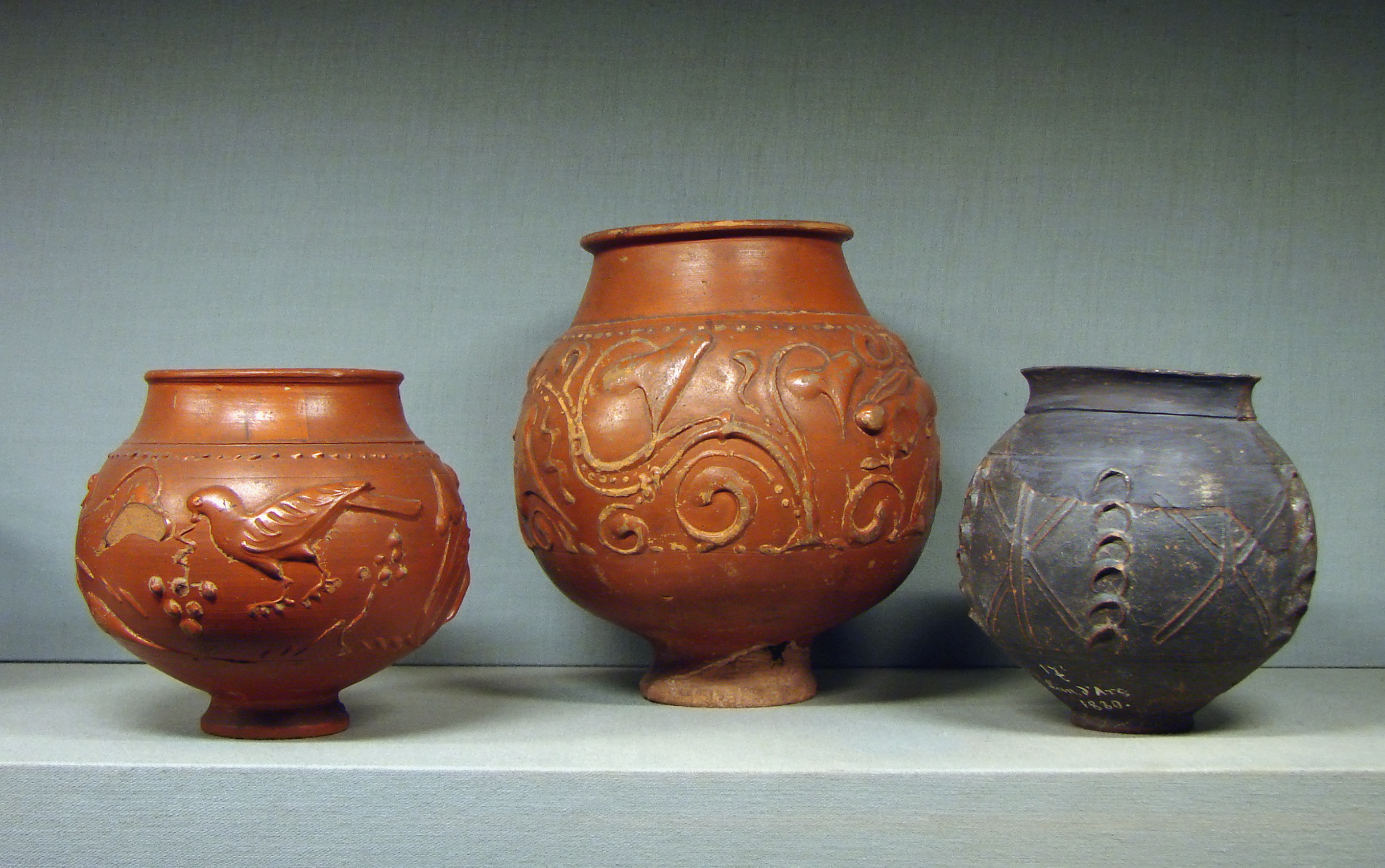
TS-Trinkbecher (2 × Drag. 54, links, rechts Glanztonbecher) aus Metz, musées de la Cour d’Or

Terra Sigillata (TS) ist die moderne Bezeichnung einer bestimmten Kategorie römischen Tafelgeschirrs aus Keramik, die gegen Ende des 1. Jahrhunderts v. Chr. in italienischen Werkstätten (Arezzo) entwickelt wurde. Sie erlangte schnell große Beliebtheit und fand in verschiedenen Variationen Absatz im gesamten Römischen Reich. Das gehobene Tafelgeschirr wurde in großen Mengen in Handwerksbetrieben (Manufakturen) hergestellt, die ihre Ware meist mit einem Manufaktursiegel versahen.

## Forschungsgeschichte

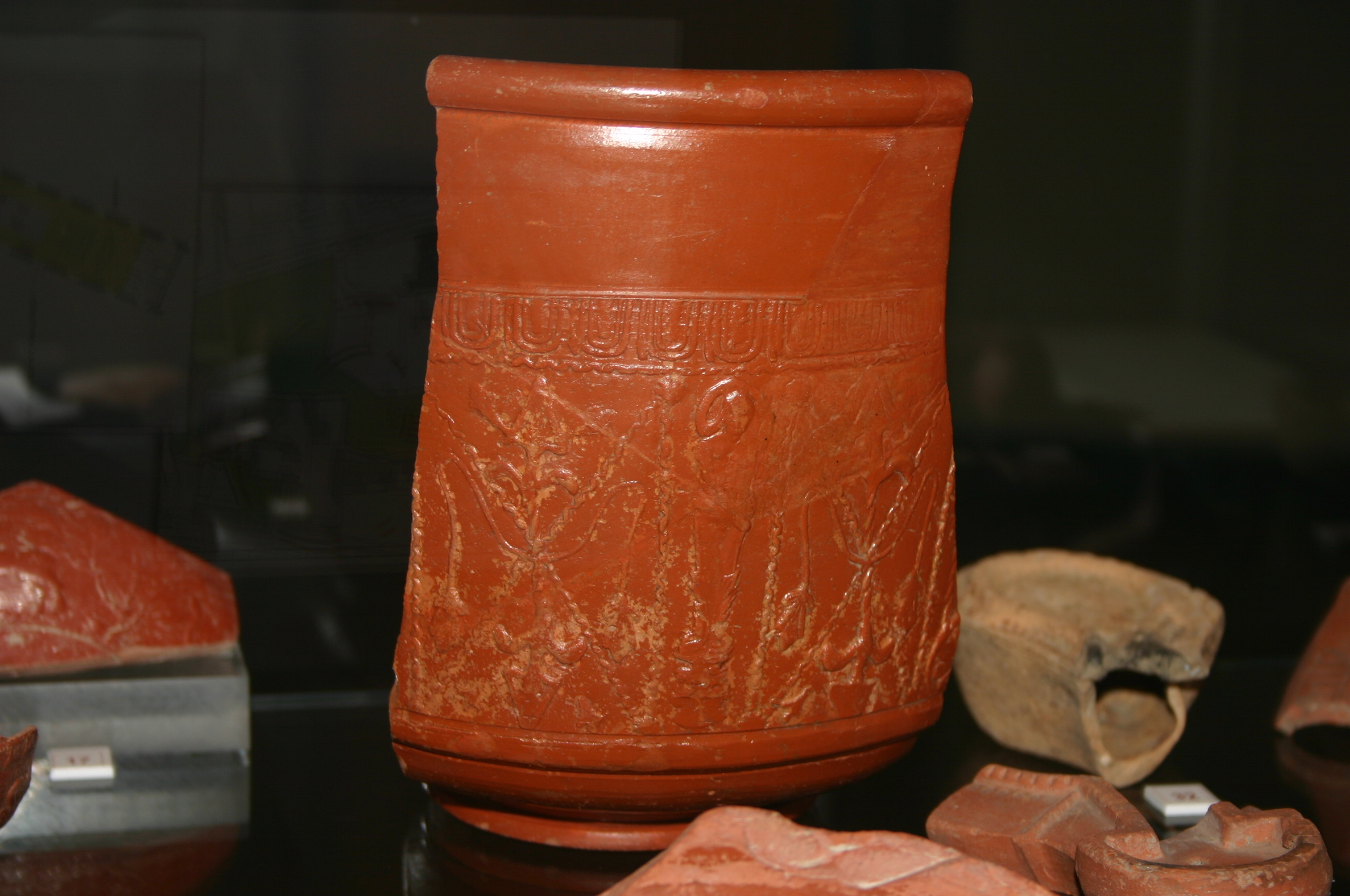
Schüssel bzw. Napf Drag. 30 im Antiquarium in Mailand

Der Begriff Terra Sigillata wurde erst im 18. Jahrhundert wegen der Töpferstempel auf die antike Keramik übertragen. Ein Name aus der Antike ist nicht gesichert. Der im englischen Sprachraum verwendete Begriff Samian Ware entstammt der Erwähnung von vasa Samia bei Plinius dem Älteren, von der jedoch nicht ganz sicher ist, ob sie sich auf TS bezieht.
Die Erforschung der Terra Sigillata hat in der Archäologie eine lange Tradition. Die Chronologie stützt sich vor allem auf die Formen sowie die Hersteller- und Bildstempel. Erste chronologische Einteilungen stammen von Hans Dragendorff (1895) und Robert Knorr. Besonders die Töpferstempel, die Verzierungen sowie die Verbreitung des Materials haben TS zu einem bevorzugten Datierungsmittel der provinzialrömischen Archäologie werden lassen. Aus zahlreichen Produktionsorten sind die Hersteller aufgrund der Herstellerstempel namentlich bekannt. Hinzu kamen Beobachtungen an gut zu datierenden Fundorten wie dem Römerlager Haltern, den Kastellen des Odenwaldlimes oder dem Kastell Niederbieber. Die Weiterverwendung und Abformung der Punzenstempel hat es ermöglicht, chronologische Abfolgen der einzelnen Töpfer an den Herstellungsorten zu ermitteln. Das alles hat dazu geführt, dass sich der Zeitpunkt der Herstellung eines verzierten oder gestempelten TS-Gefäßes meist auf wenige Jahre genau datieren lässt. Ähnlich genaue Datierungen erreicht man je nach vorliegendem Fundmaterial nur mit Münzfunden oder durch Dendrochronologie.

## Gefäßformen
Neben den Punzen und Töpferstempeln ist auch die Form des Gefäßes zur Datierung geeignet, da diese von Moden und beispielsweise im Fall der TS-Reibschüsseln auch von den Tischsitten abhängig war. Die heutigen Bezeichnungen der Gefäßformen gehen meist auf bekannte Forscher (Dragendorff, Knorr, Déchelette), oder auf Fundorte (Haltern, Hofheim) zurück.

## Herstellung

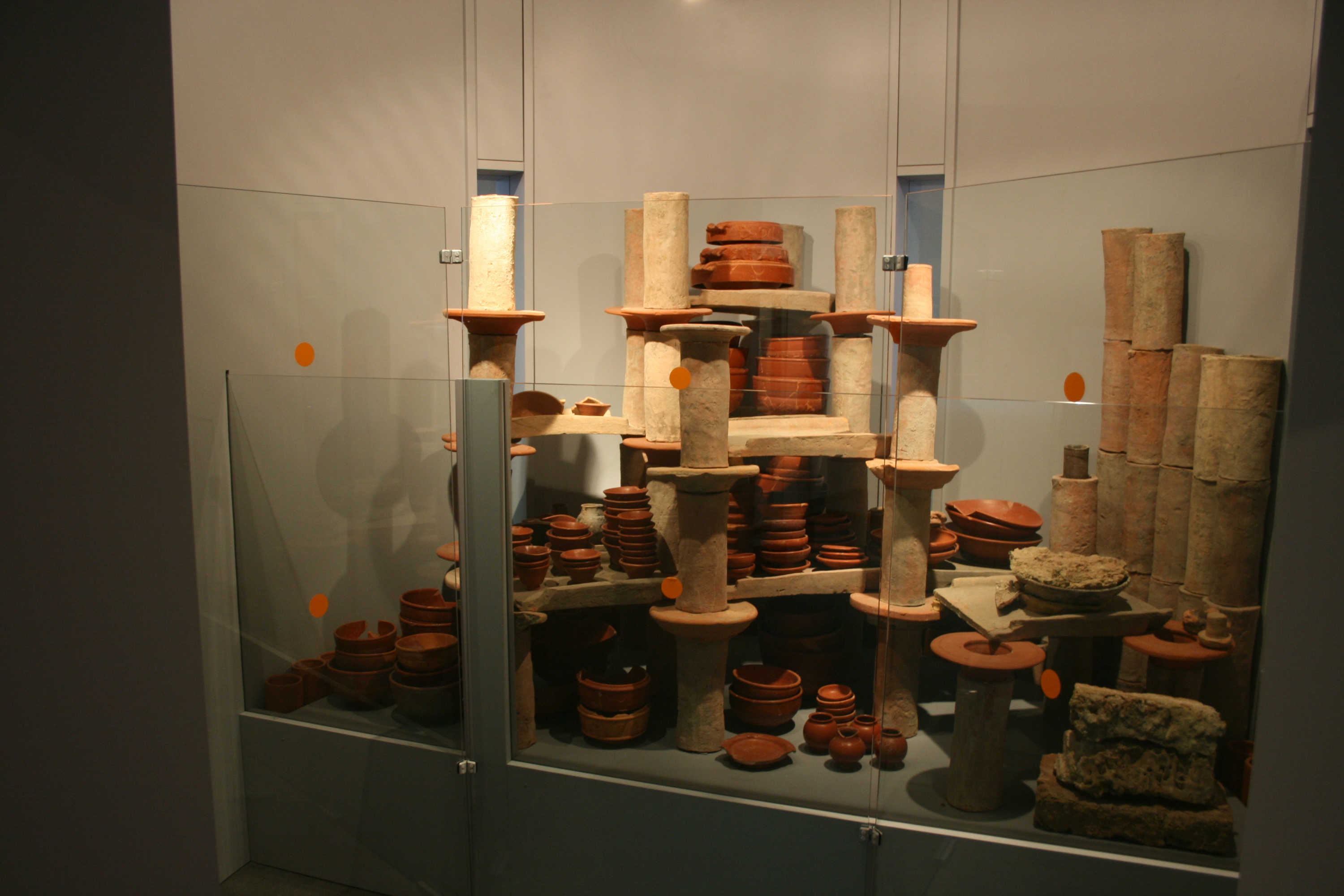
Rekonstruierte Befüllung eines Terra-Sigillata-Ofens im Museum in Rheinzabern

Das glänzend rot überzogene Geschirr wird grundsätzlich in glatte Ware oder mit Modeln hergestellte reliefverzierte Gefäße unterschieden. Beide wurden mit der schnell drehenden Töpferscheibe angefertigt, jedoch war die Herstellung der reliefverzierten Ware aufwändiger. Zur Herstellung wurden meist dickwandige Schüsseln, sogenannte Formschüsseln, angefertigt. Die Innenseite wurde mit einzelnen (positiven) Punzen verziert. Ein sogenannter Eierstab schließt die verzierte Zone in der Regel nach oben ab. Bei südgallischen Bilderschüsseln sind Ränder mit Kerbschnittverzierung geläufig. Nach dem Brand konnten in einer Formschüssel, in der die Dekoration negativ erscheint, zahlreiche Einzelgefäße ausgeformt werden. Die so gestalteten Gefäße, vor allem Schalen, wurden anschließend nachgedreht (Anbringen von Fuß und Formgebung des Randes).
Den glattwandigen Glanzton-Überzug (Engobe) erhielten die Gefäße in lederhartem Zustand. Hierzu wurden sie in sehr fein geschlämmten Ton getaucht. Die Farbe des Überzugs variiert zwischen dunkel- und orangerot, für Rheinzaberner Sigillata ist oft letzteres charakteristisch. Sie ist abhängig vom Eisengehalt des Tones und den verschiedenen Oxidationsstufen des Eisens im gebrannten Ton.
Die Gefäße wurden etwa fünf Tage in speziellen Öfen oxidierend bei Temperaturen von rund 950 °C gebrannt. Störungen dieses Vorgangs konnten hohe Verluste zur Folge haben, die durch Funde von Fehlbränden an den Herstellungsorten gut belegt sind. Die Öfen besaßen eine verstärkte Tenne und einen langen Schürkanal. Bruchstücke von Töpfereirechnungen aus La Graufesenque bei Millau in Südfrankreich zeigen durchschnittliche Ofenfüllungen mit 30.000 Gefäßen.

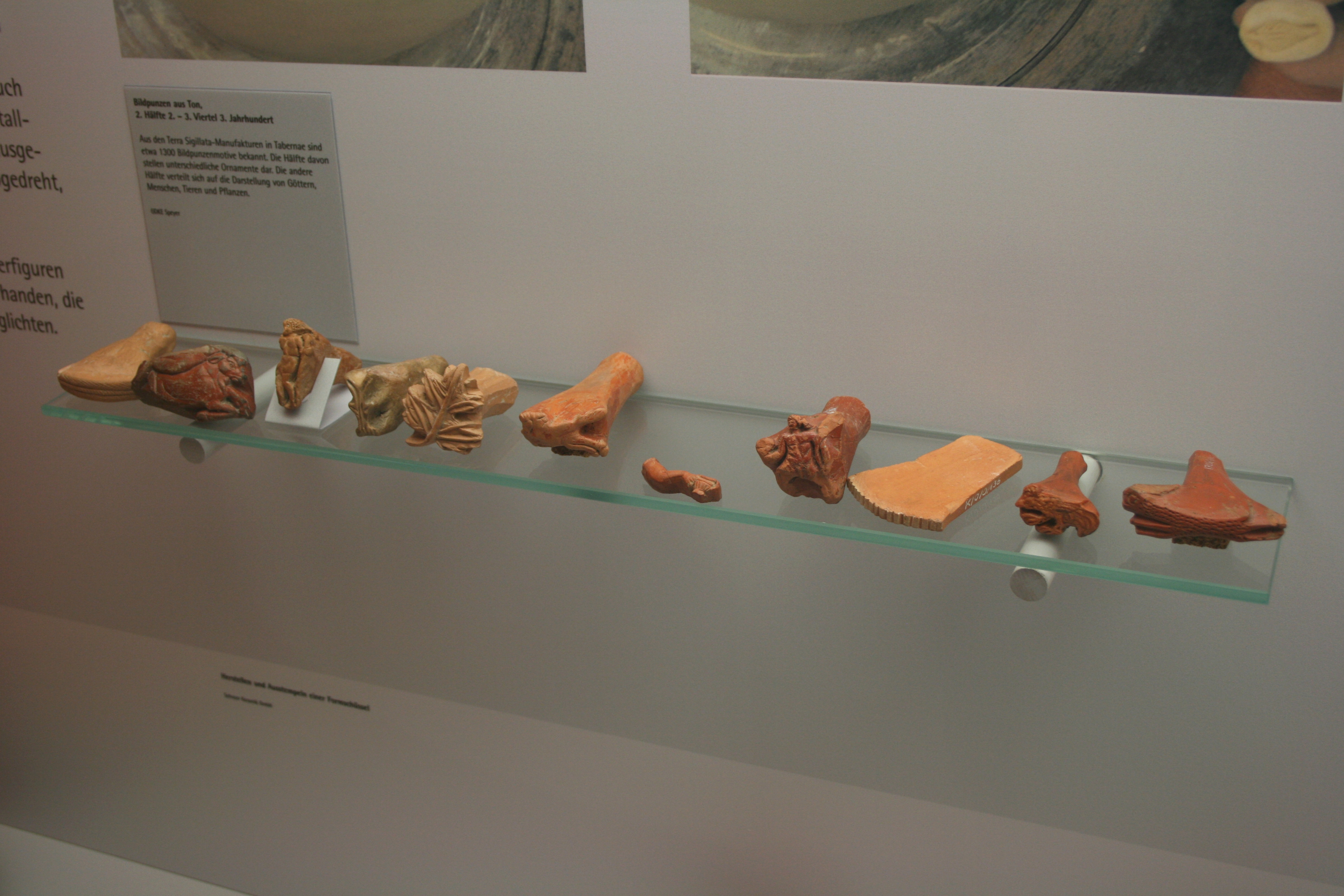
Punzenstempel aus Rheinzabern
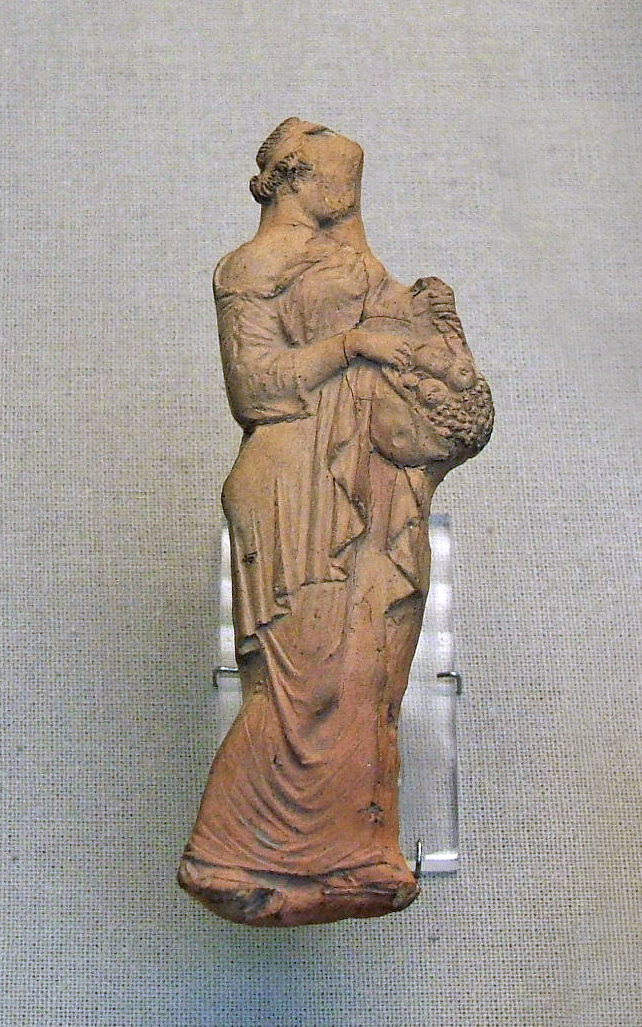
Punzenstempel des späten 1. Jahrhunderts n. Chr.
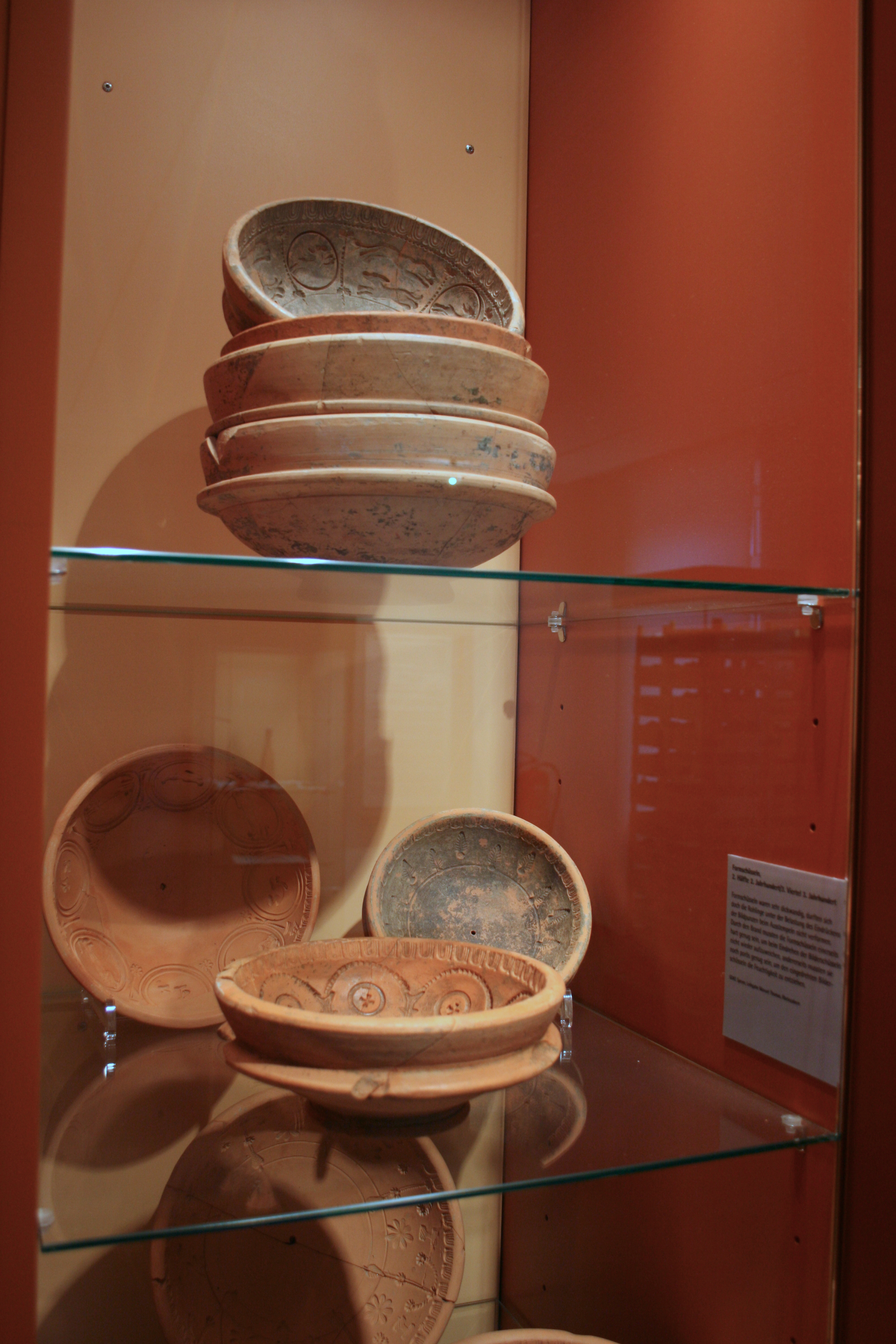
TS-Formschüsseln im Terra-Sigillata-Museum Rheinzabern
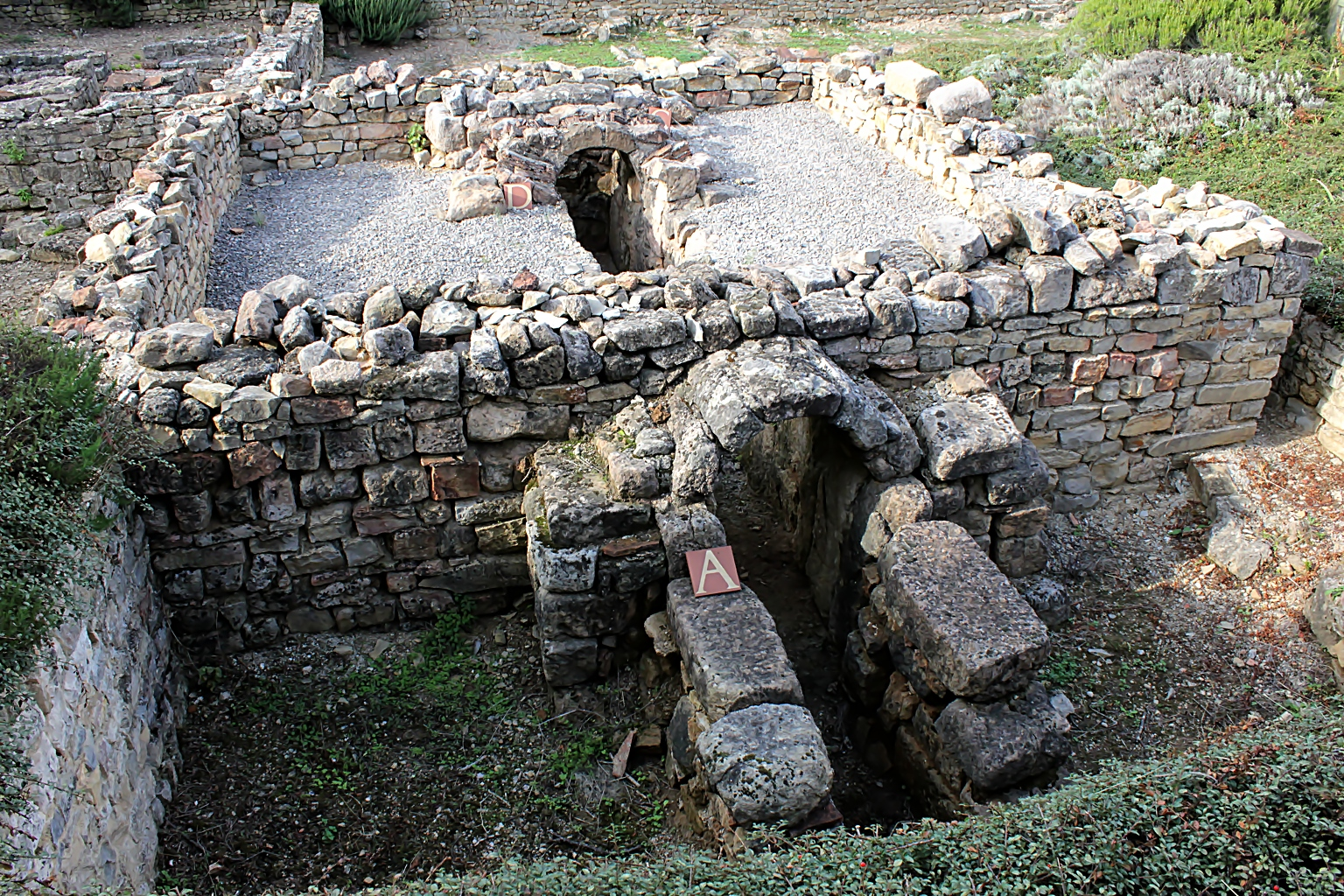
Ofengrundriss des grand four in La Graufesenque, Frankreich
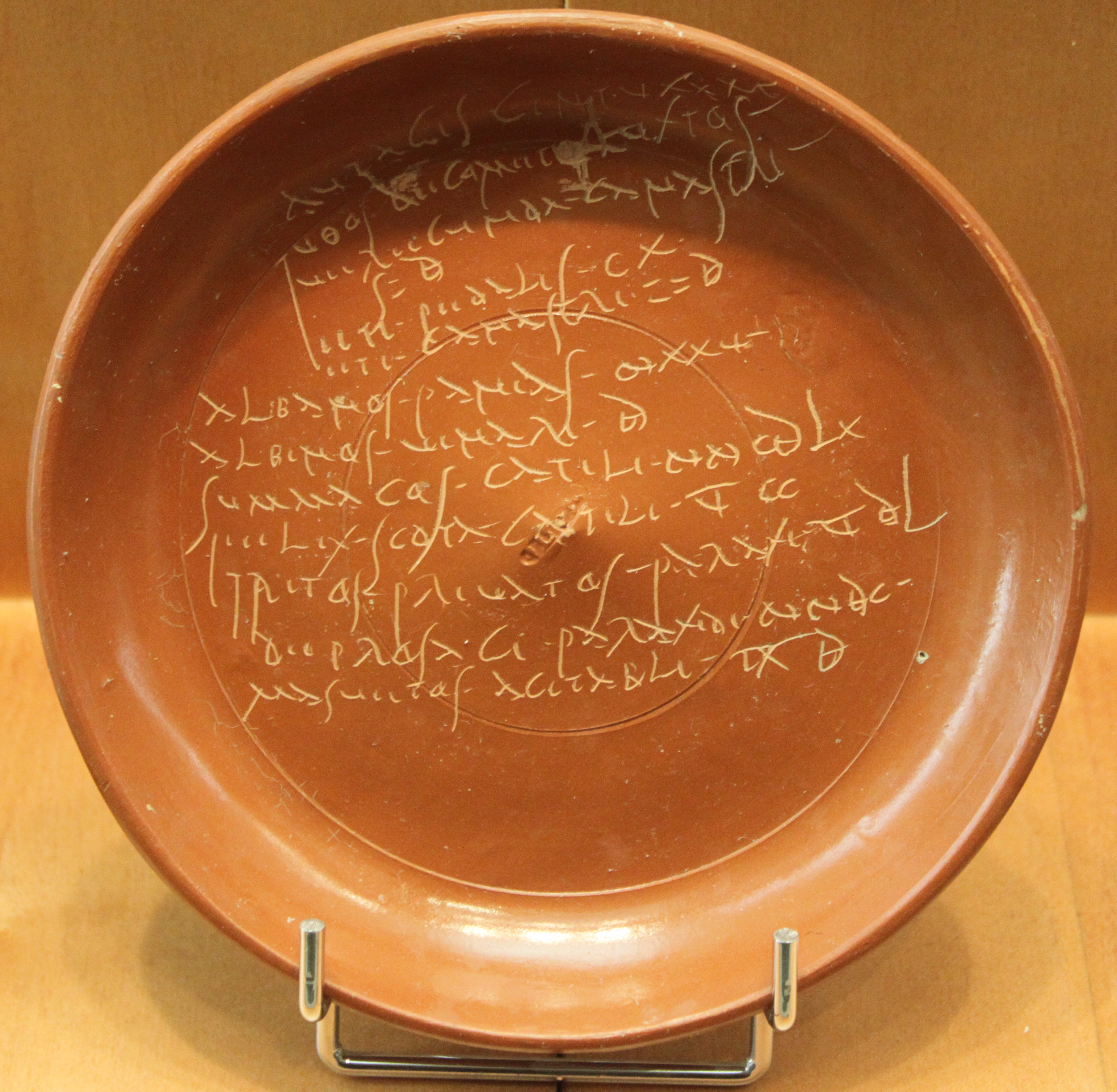
Abrechnung der Töpfer aus La Graufesenque über die Füllung eines Ofens

## Chronologie

### Italische Terra Sigillata

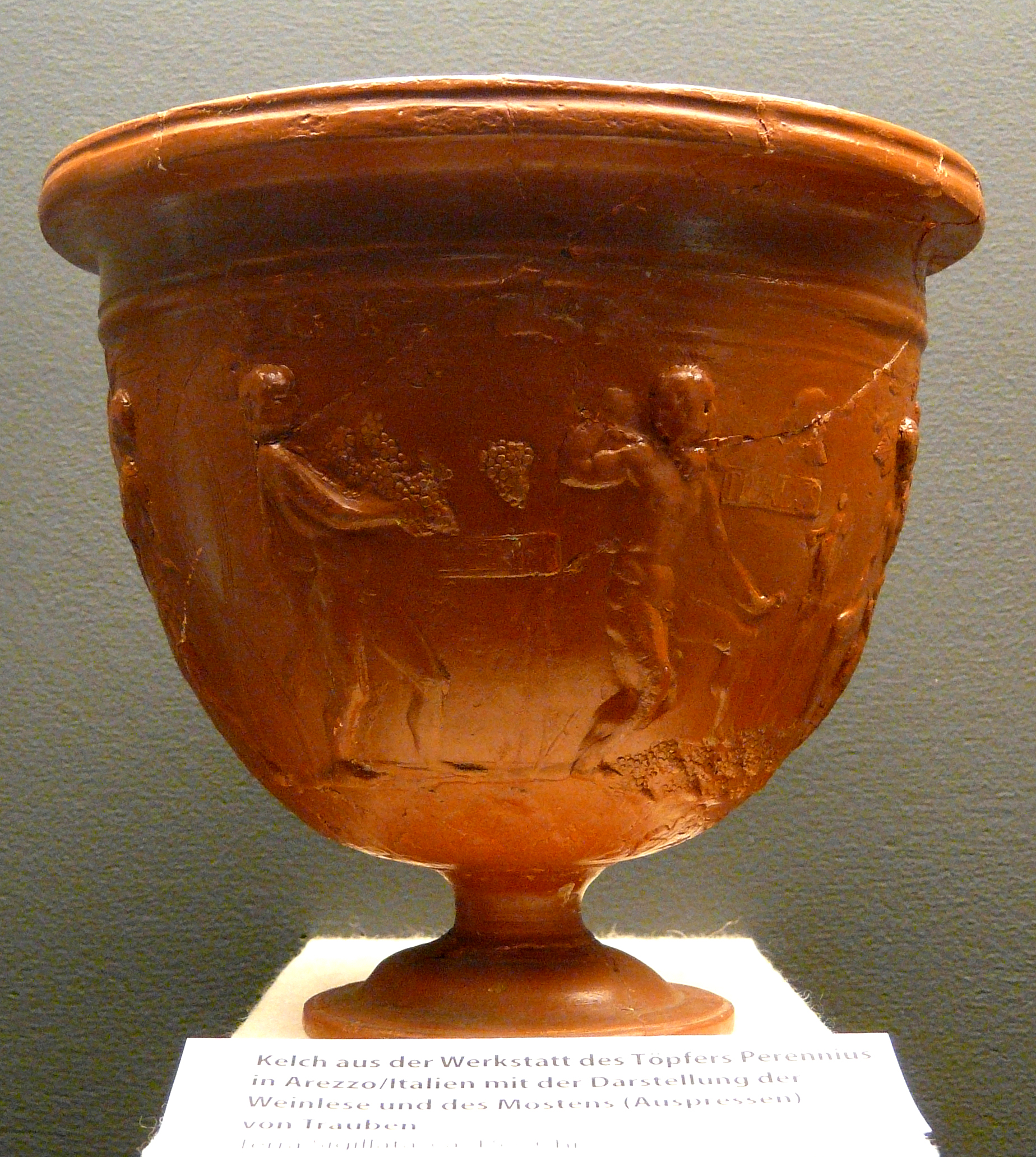
Italischer Terra-Sigillata-Kelch Drag. 11 aus Novaesium

Als preiswerte Nachahmung von Metallgefäßen war Glanztonware im hellenistischen Mittelmeerraum Jahrhunderte vor dem Aufkommen der Terra Sigillata verbreitet. Die im südlichen Italien verwendete sogenannte Campana war allerdings reduzierend gebrannt und deshalb vorwiegend schwarz. Erste Versuche mit oxidierenden Bränden erfolgten im östlichen Mittelmeerraum ab dem mittleren 2. Jahrhundert v. Chr. Dabei bildeten sich die Keramikgattungen der Östlichen Sigillata und der sogenannten Pergamenischen Sigillata. Im Laufe des 1. Jahrhunderts v. Chr. wurde diese Herstellungstechnik in verschiedenen Produktionszentren der Italischen Halbinsel übernommen. Einflussreich und langlebig wurde davon aber nur die Terra Sigillata, die um 30 v. Chr. durch eine Gruppe von Töpfern in Arezzo entwickelt wurde.
Die neue Keramikgattung wurde rasch in weite Teile des Römischen Reiches exportiert, wobei sich die unterschiedlichen Werkstätten vielfach auf jeweils eigene Absatzmärkte konzentrierten. Zudem entstanden von Arezzo ausgehend in den folgenden Jahrzehnten weitere Tochterbetriebe an anderen Orten, überwiegend in Italien. Zu den bedeutendsten Zentren der entstehenden Terra-Sigillata-Industrie gehörten – neben einigen Filialbetrieben in Gallien – beispielsweise Pisa, Pozzuoli und die Po-Ebene.
In späterer Zeit ahmte die italische Terra-Sigillata-Produktion dann umgekehrt die Formen und Dekorationen außeritalischer (speziell gallischer) Terra-Sigillata-Typen nach, so die im späten 1. Jahrhundert n. Chr. aufkommende „Terra Sigillata tardo-italica decorata“.

### Südgallische Terra Sigillata

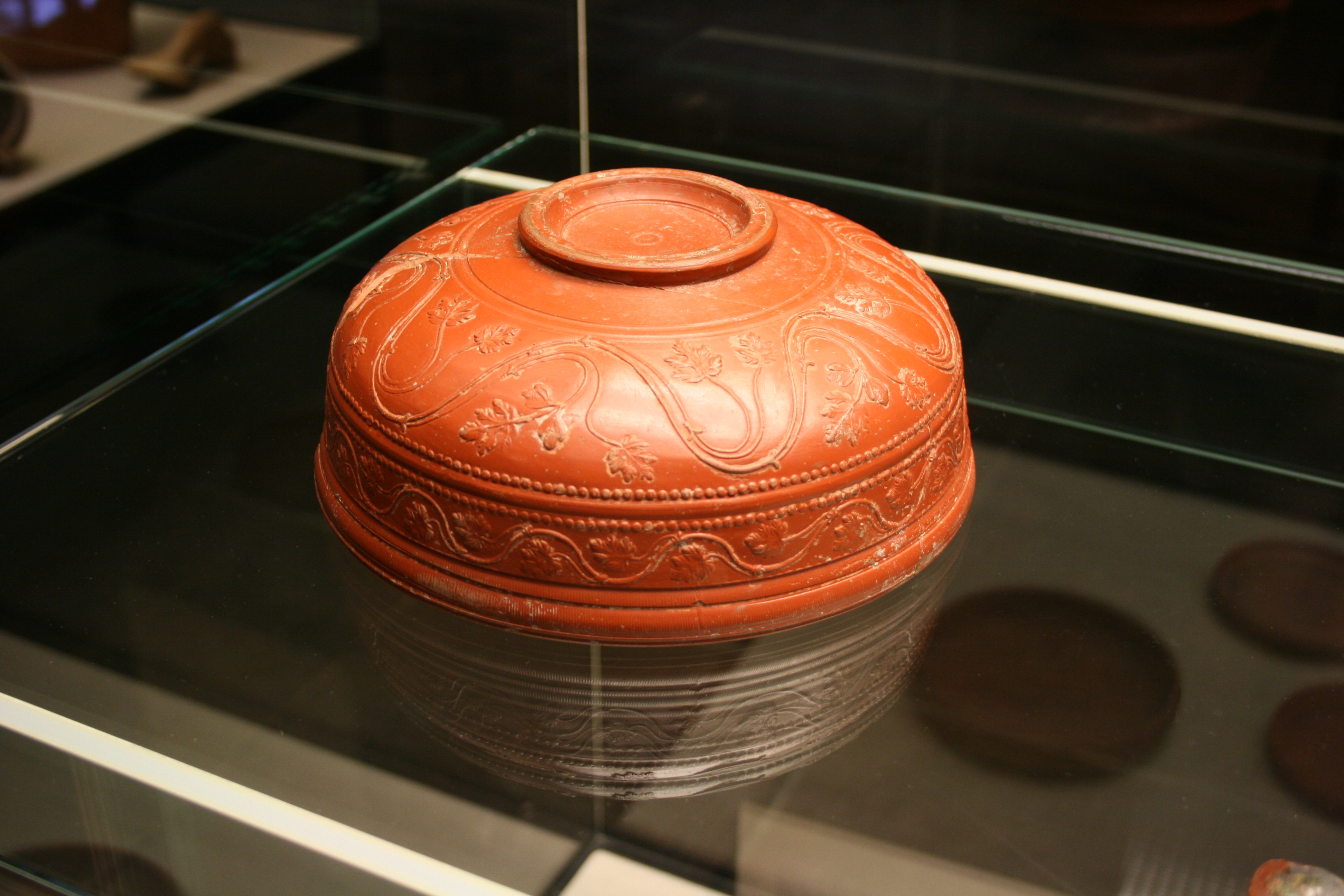
Südgallische Bilderschüssel Drag. 29 mit Rankenmotiv in der Römerhalle Bad Kreuznach

Von Italien kam die Produktion in die Nordwestprovinzen, zunächst nach Südfrankreich. Die früheste Produktion erfolgte bei Lugdunum (Lyon) als Filialbetrieb der italischen Töpfereien. Bald darauf bildeten sich große südgallische Töpferzentren, etwa in Montans, La Graufesenque oder Banassac. Sie stellten zunächst wie in Lyon Gefäße nach italischen Vorbildern her, um dann eigene Formen zu etablieren. Beliebte Gefäßformen der südgallischen Töpfereien sind die steilwandigen Schüsseln Dragendorff 29 und 30, später kam zu diesen verzierten Formen noch die Schüssel Drag. 37 hinzu, welche eine stärker gerundete Wandung besitzt und die Form Drag. 29 ablöste. Verzierungen bestehen häufig aus Ranken und anderen floralen Motiven.

### Mittel- und ostgallische Töpfereien

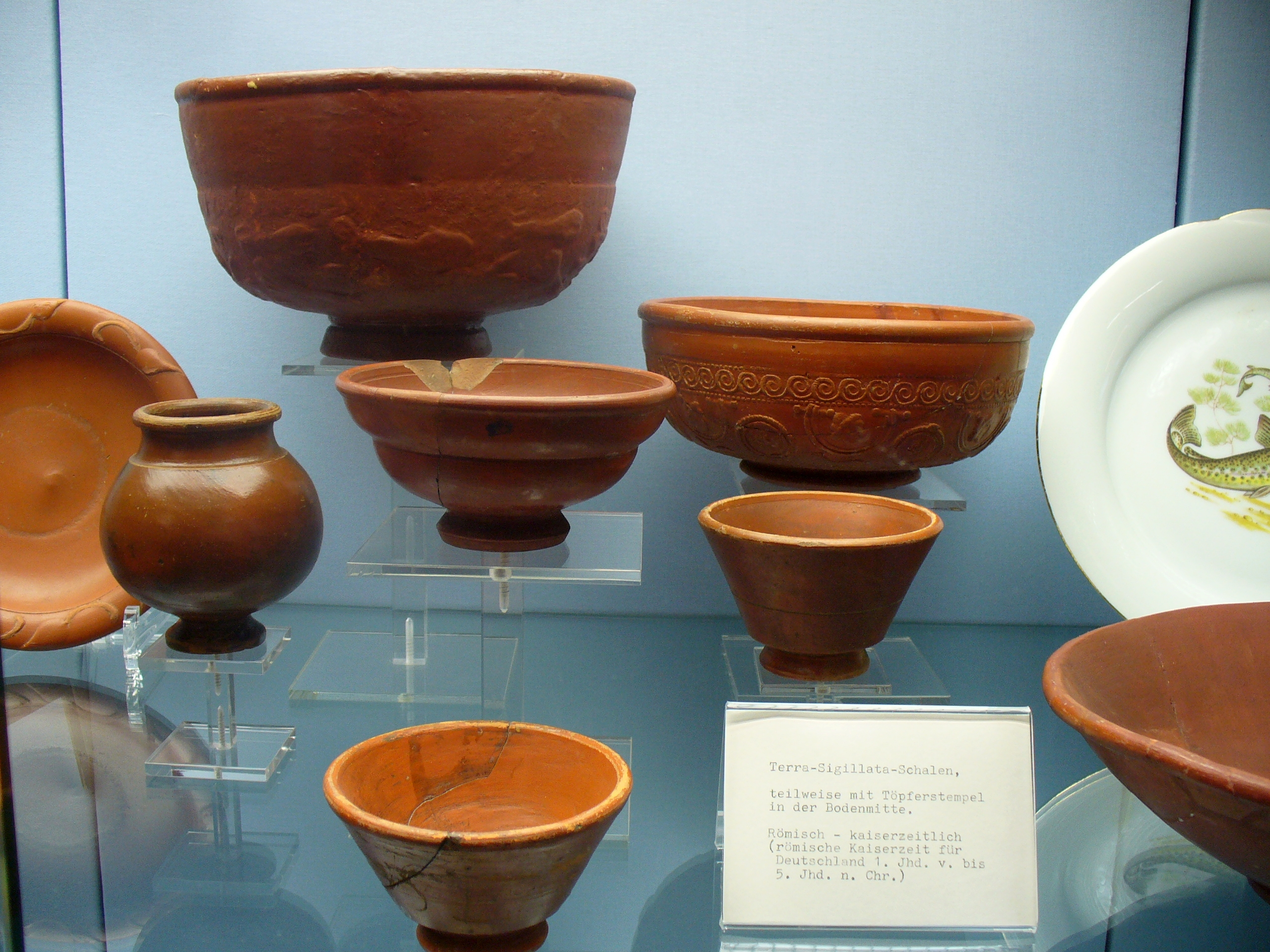
Terra-sigillata-Gefäße, 2.–3. Jahrhundert n. Chr. im Wallenfels’schen Haus

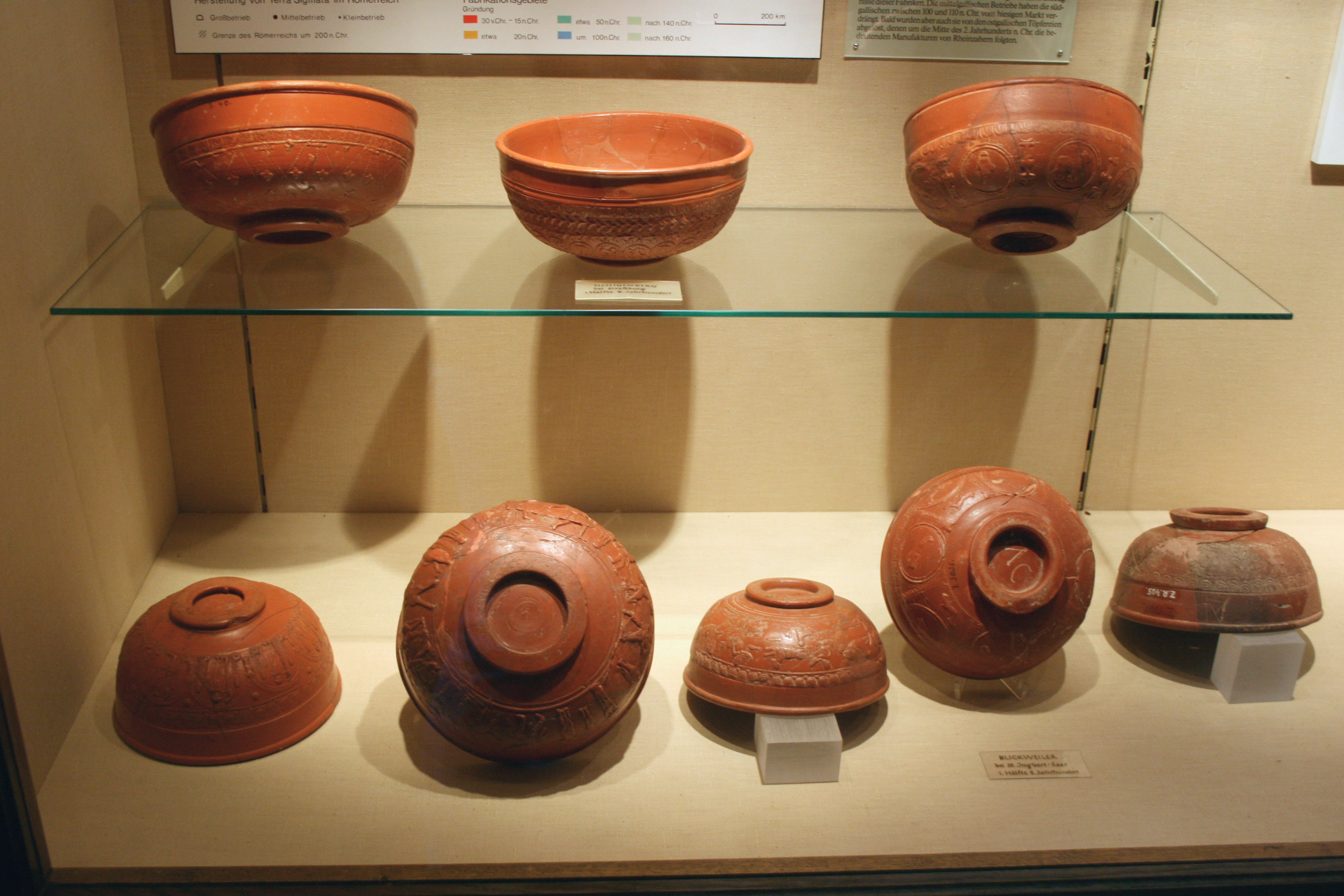
Bilderschüsseln Drag. 37 im Saalburgmuseum Bad Homburg

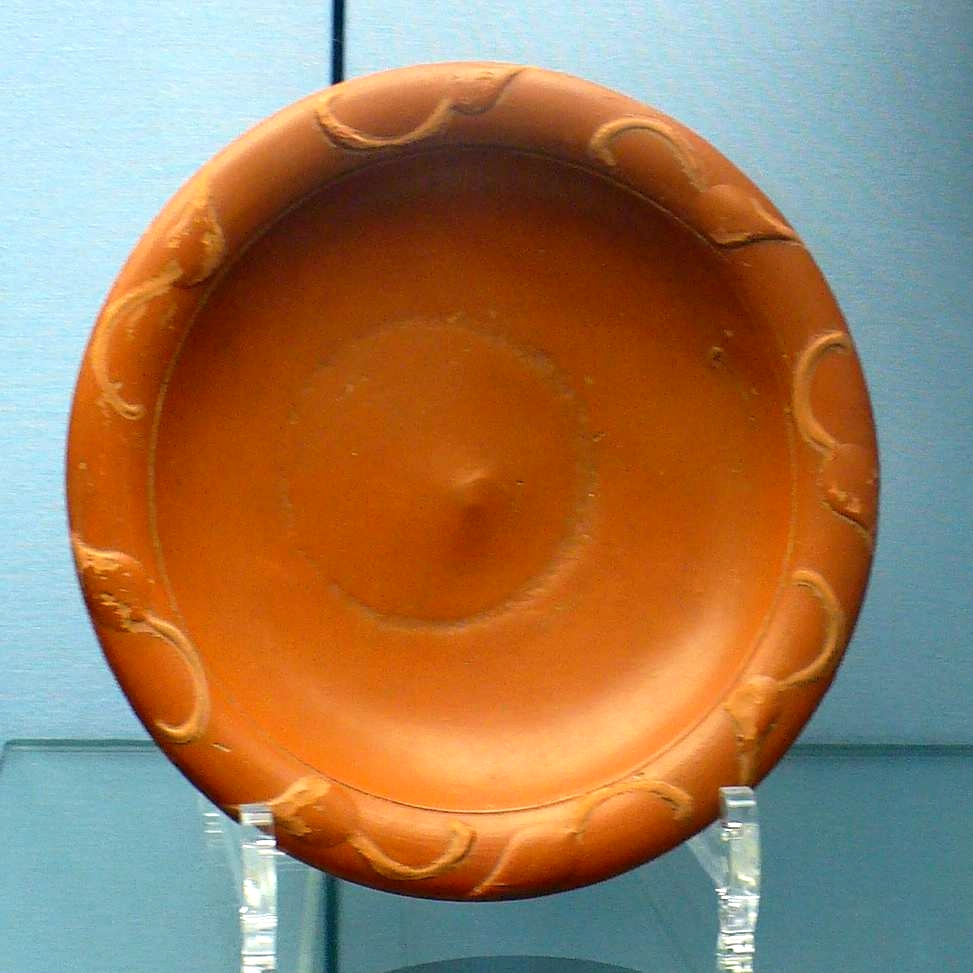
Teller Dragendorff 36 mit Barbotine-Verzierung, 2. Jahrhundert n. Chr.; Vor- und Frühgeschichtliche Sammlung im Wallenfels’schen Haus in Gießen

Die Produktion verlagerte sich im Verlauf des 2. Jahrhunderts n. Chr. näher zu den Absatzmärkten und den Flüssen. Bekannte Produktionsorte der mittelgallischen Töpfereien waren Lezoux, Vichy, Lubié und Toulon-sur-Allier. Ostgallische Produktionszentren waren Lavoye, La Madeleine, Chemery, Mittelbronn, Blickweiler oder Heiligenberg. Die Motive auf den Bilderschüsseln wurden lebhafter, dargestellt finden sich neben floralen Motiven häufig Tiere, Jagdszenen, mythologische oder erotische Darstellungen und Gladiatoren.
Im 3. Jahrhundert wurde die Produktion dominiert durch die Großbetriebe von Rheinzabern (Tabernae) und Trier (Augusta Treverorum), die vor allem über gute Transportmöglichkeiten und Rohstoffe verfügten. Der Terra-Sigillata-Produktion in Rheinzabern widmet sich das Terra-Sigillata-Museum, wo zahlreiche Produktionsfunde ausgestellt werden. Das Wissen um die Herstellung der Punzen scheint in dieser Zeit allmählich verloren gegangen zu sein. Deren Qualität lässt im Verlauf des 3. Jahrhunderts nach, wie die der Ware insgesamt. Der Überzug ist bei TS-Funden des 3. Jahrhunderts oft abgerieben. Die Form der Punzen wird durch häufige Abformungen grobschlächtiger. Statt der Punzen wird nun sogenannte Barbotine-Verzierung häufig verwendet – Spritzer von sehr fein geschlämmtem Ton, mit dem man rundplastische Verzierungen auf die Gefäße auftrug. Das Aufkommen von TS-Reibschüsseln (mit Ausguss und feinem Gries auf der Innenseite; meist Drag. 43 und 45) lässt auf eine Änderung der Speisegewohnheiten schließen, nämlich das Zubereiten der Speisen bei Tisch.
Der ostgallische Produktionsort Rheinzabern in der Pfalz hatte Ende des 2. Jahrhunderts mehrere Filialgründungen, welche die sogenannte schwäbische Ware herstellten: in Nürtingen, Waiblingen und Stuttgart-Kräherwald. Weitere Manufakturen östlich des Rheins befanden sich in den Provinzen Noricum und Raetia, zum Beispiel in Pfaffenhofen am Inn und Westerndorf St. Peter (Rosenheim). In England ist lediglich aus Colchester eine TS-Manufaktur bekannt.

### Östliche Sigillata
Die Östliche Sigillata wird in der Forschung üblicherweise in drei oder vier Gruppen unterschieden (A, B, C und D), die von unterschiedlichen Produktionsorten des östlichen Mittelmeerraumes stammen.
Eine frühe Vorform der Terra Sigillata war die sogenannte Pergamenische Sigillata, die jedoch wohl entgegen früherer Annahmen in der Forschung nicht in Pergamon produziert wurde.

### Spätantike Argonnensigillata
In der Spätantike wurden neue Werkstätten in den Argonnen angelegt, welche die modelgeformte Reliefverzierung nicht mehr weiterführten, sondern einfache Rollstempelverzierungen direkt auf den Gefäßen anbrachten (Rädchensigillata).
Die spätantike Argonnensigillata ist die letzte große Phase der Sigillataproduktion. Die Manufakturen im heutigen Argonnengebiet produzierten vom 2. bis ins 4. Jh. n. Chr. (zum Teil auch noch im 5. Jh. in Chatel-Chéhéry) Keramikgefäße. Das Hauptproduktionszentrum dieser Phase war das heutige Lavoye. Verzierte Argonnensigillata setzt sich von der früheren Terra Sigillata ab, da sie nicht mehr mit Formschüsseln, sondern mit sogenannten „Rollrädchen“ verziert ist. Diese Rollrädchen werden benutzt, wenn der Ton in lederhartem Zustand ist, um die Ware mit Dekorbändern zu verzieren. Die Werkzeuge, die hierfür benutzt wurden, waren meistens aus Silex oder Knochen hergestellt. Argonnensigillata wurde aus Gault-Ton hergestellt, der  eine grüngräuliche bis blaugräuliche Farbe hatte.

### Spätantike nordafrikanische Sigillata
Erhebliche Bedeutung gewannen in der Spätantike besonders nordafrikanische Werkstätten, deren Produkte, die man meist als African Red Slip Ware (ARS) bezeichnet, gelegentlich auch im Rheinland und in Britannien zu finden sind. Die Verzierung besteht hier fast nur noch aus Medaillons, die häufig christliche Szenen zeigen (Guter Hirte etc.). Auch nach der Eroberung Nordafrikas durch Geiserich im Jahr 439 wurde diese Ware noch jahrzehntelang produziert und exportiert. Die afrikanische Sigillata wird von der Forschung in weitere Untergruppen gegliedert: Phocaean Red Slip (PRS), Tripolitanian Red Slip (TRS), Numidian Red slip (NRS) und Egyptian Red Slip (ERS).

### Nachahmung der Terra-Sigillata-Technik
Bereits in römischer Zeit wurde die Technik nachgeahmt, meist ohne den technischen Standard der TS zu erreichen. Beispiele solcher lokalen Imitationen sind die sogenannte marmorierte Ware, Raetische Firnisware, Terra Nigra oder die im Untermaingebiet häufige Wetterauer Ware.
Im Raum der heutigen Schweiz war die von Walter Drack definierte Helvetische Terra Sigillata-Imitation verbreitet, die insbesondere in Augusta Raurica, Vindonissa und Baden AG auffindbar ist.
Besonders die sehr kunstvoll verzierten italischen Sigillaten der frühen Kaiserzeit wurden in der Neuzeit zu beliebten Sammlerstücken und entsprechend auch wiederholt gefälscht.
Im Jahre 1906 erhielt der bayerische Kunsttöpfer Karl Fischer durch das kaiserliche Patentamt in Berlin das Patent auf die Nacherfindung der Terra-Sigillata-Herstellung. Heute stellt das keramische Kunsthandwerk teilweise nachgeahmte Terra-Sigillata-Gefäße her.

## Mittelalterliche und neuzeitliche Siegelerde

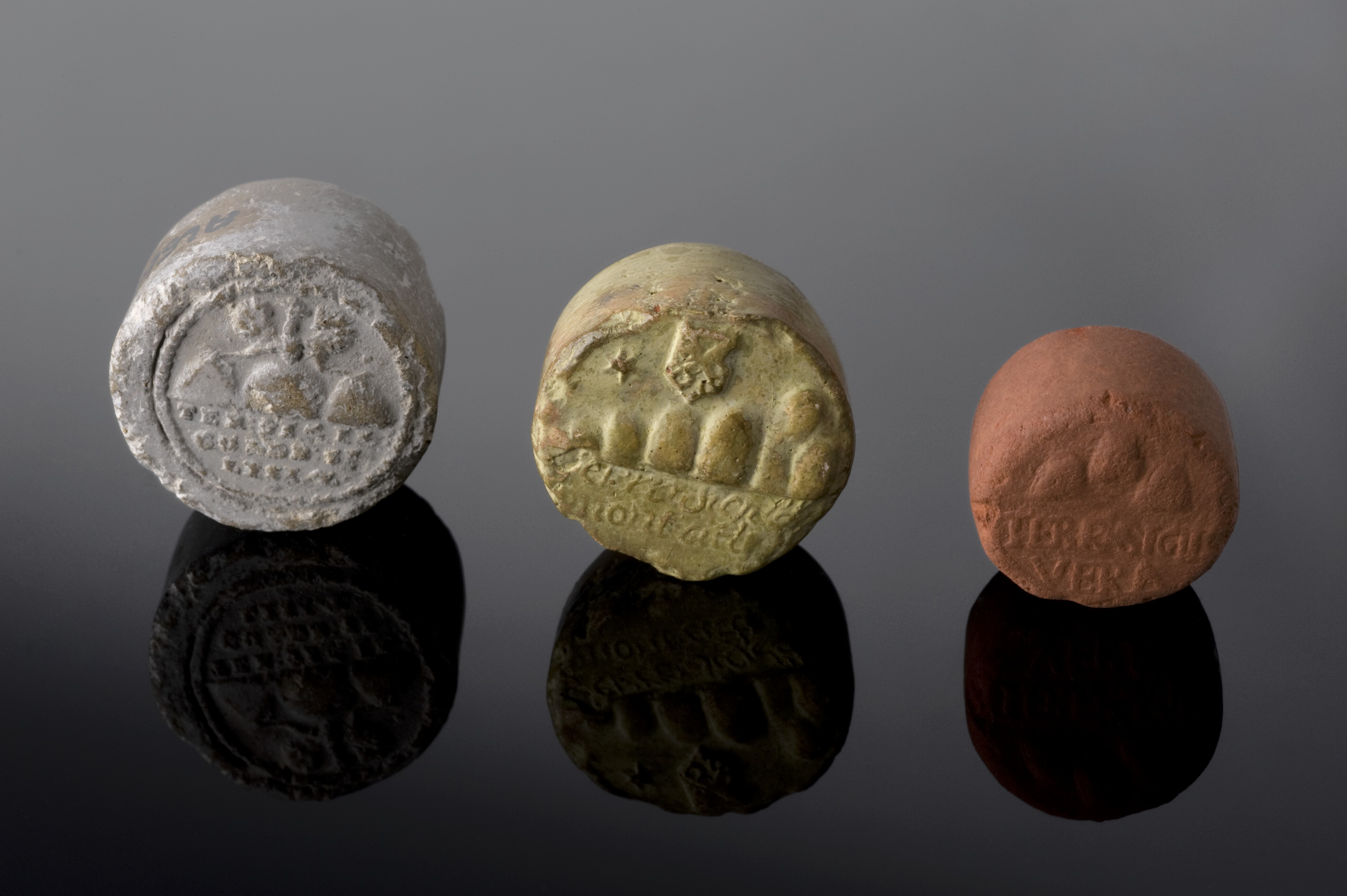
Drei zu Tabletten komprimierte und von verschiedenen Herstellern gesiegelte Heilerde-Präparationen aus Deutschland, 16.–17. Jahrhundert

Im mittelalterlichen Arzneimittelhandel bezeichnete Terra sigillata in Tablettenform komprimierte und gesiegelte Heilerden, die auf fetten und schweren Tonerden basierten und in mehreren Farbtönen gehandelt wurden. Die Siegel, welche auf die kleinen geformten Ballen aufgebracht sind, sollten die Herkunft authentifizieren. Die Siegelerden unterschieden sich in Farbe, Konsistenz, Geruch und Geschmack sowie dementsprechend in der ihnen zugeschriebenen Heilwirkung. Als Heilmittel gebräuchlich waren vor allem Erden aus dem Mittelmeerraum (zum Beispiel Eretria, Kreta, Samos, Limnos und Malta). Aus Armenien stammte ursprünglich der auch als Terra sigillata gehandelte Bolus armenicus.
Neben Heilerden anderer Herstellungsorte (zum Beispiel dem Geisloch bei Münzinghof) erreichte die Siegelerde aus dem schlesischen Ort Striegau, dem heute polnischen Strzegom in der Woiwodschaft Niederschlesien, unter der Bezeichnung Terra sigillata Strigonensis in Europa eine große Bekanntheit und der Ort eine Monopolstellung mit entsprechendem Reichtum. Als Entdecker der Siegelerde in Schlesien und deren medizinischer Bedeutung gilt der Paracelsist Johannes Scultetus Montanus. Die Siegelerde galt als Wundermittel gegen fast alle Gebrechen, besonders aber als Antidot bei Vergiftungen. Dies wurde sogar von mehreren deutschen Provinzfürsten in kontrollierten Studien an Tieren und Menschen überprüft, was als eine der ersten klinischen Studien gilt. In zwei Fällen wurden vom Bürgermeister von Jülich und von Landgraf Wilhelm IV. von Hessen-Kassel (dessen Leibarzt Georg Marius 1589 eine Schrift über Terra sigillata als Arzneimittel publizierte) Hunde vergiftet, wobei eine Gruppe zusätzlich die Siegelerde erhielt und überlebte, während die anderen Hunde verstarben (bzw. im letzten Test ein Hund noch durch die Siegelerde gerettet wurde). Daraufhin ließ Graf Wolfgang II. von Hohenlohe die Siegelerde durch seine Ärzte an einem Gefangenen ausprobieren, der die Vergiftung auch überlebte. Marius untersuchte neben verschiedenen anderen Tonerden auch eine rot-weiße Erde, die er auf dem Königsstuhl bei Heidelberg vorfand und nannte sie „Bolus Heidelbergensis“. Vor allem während des Levantehandels importierte Terrae sigillatae waren in Europa als Arzneimittel besonders beliebt, entsprechend teuer und wurden dementsprechend auch mit einheimischen Produkten verfälscht oder durch diese (etwa in Form von Mergel) ersetzt.